# The Payback
«The Payback» es una canción interpretada por el músico estadounidense James Brown. Fue publicada en noviembre de 1973 como la canción de apertura de su trigésimo séptimo álbum de estudio, The Payback. Más tarde, la canción fue editada y publicada en febrero de 1974 como el segundo y último sencillo del álbum.

## Lista de canciones
Todas las canciones compuestas por James Brown, Fred Wesley y John Starks.
1. «The Payback (Part 1)» – 3:30
2. «The Payback (Part 2)» – 4:07

## Posicionamiento
| Gráfica (1974)                                  | Pico de posición |
| ----------------------------------------------- | ---------------- |
| Estados Unidos (Cash Box R&B Top 70)            | 1                |
| Estados Unidos (Record World R&B Singles Chart) | 1                |

## Certificaciones y ventas
| País                  | Certificación | Ventas  |
| --------------------- | ------------- | ------- |
| Estados Unidos (RIAA) | Oro           | 500 000 |